# Dean Mooney
Dean Francis Mooney, född 24 juli 1956 i Paddington, England, är en engelsk före detta fotbollsspelare.
Mooney hade en brokig karriär, som förde honom till SK Haugar i norska tredjedivisionen, med vilka han spelade i två säsonger och var intern skyttekung båda säsongerna. Haugar gick till final i norska cupen 1979, men efter att Mooney hade inlett målskyttet mot finalmotståndaren Viking FK förlorade Haugar ändå finalen efter en tveksam straff och ett självmål.
1980 gick Mooney till Gais, som spelade i division II södra, och spelade 21 matcher (7 mål) för klubben när de med minsta möjliga marginal missade att kvalificera sig till Allsvenskan. Efter säsongen lämnade han klubben, men i Sverige spelade han senare även för Vasalunds IF (1982–1983, 14 matcher, 1 mål) och dalsländska IF Viken (1983).
Mooney var en duktig huvudspelare och blev snabbt en publikfavorit i Gais.